# قرية دبي للمنسوجات
قرية دبي للمنسوجات هي منطقة خالية قيد التطوير على مساحة تبلغ 460 ألف متر مربع في منطقة رأس الخور في دبي حيث سيكون متخصص في صناعة الغزل والنسيج في الإمارات العربية المتحدة بصادرات ستبلغ 12 مليار درهم إماراتي ومع النمو بسرعة ستصبح القرية أكبر قطاع بعد صناعة النفط في دولة الإمارات العربية المتحدة. الطلب على المنسوجات بلغ 220 مليون درهم. قرية دبي للمنسوجات ستكون منطقة تجارة حرة. القرية ستستوعب 295 معرض ومخزن وهي متاحة في ثلاثة أحجام وهي 230، 460 و 920 متر مربع. المنطقة الجديدة سوف تعمل تحت سلطة المنطقة الحرة في جبل علي. والتطوير هو مشروع مشترك بين هيئة ميناء وجمارك دبي وشركة تيكسماس.
تزدهر تجارة المنسوجات في المدينةحيث توظف تجارة المنسوجات أكثر من 10000 شخص ولديها روابط تجارية مع أكثر من 50 دولة.

## التأسيس
في عام 2000 وقعت هيئة موانئ  وجمارك دبي وشركة تيكسماس لإنشاء قرية دبي للمنسوجات واكتمل المشروع في عام  2006 بكلفة وصلت إلى 250 مليون درهم اماراتي 

## مزايا قرية دبي للمنسوجات
تقدم المدينة عدة مزايا أهمها:
- 100٪ ملكية
- التكاليف أقل بسبب عدم وجود وسيط
- استقرار في الأنظمة القانونية
- انخفاض تكاليف التشغيل
- بنية تحتية لوجستية من الدرجة الأولى
- سهولة الوصول إلى المطارات والموانئ والإمارات الأخرى
- خيارات التأجير
- قاعة مجتمعية كبيرة متاحة مقابل رسوم رمزية
- موقف سيارات واسع ومجاني للعملاء والزوار

## طالع أيضًا
- مشاريع دبي التنموية
- قائمة مناطق التجارة الحرة في دولة الإمارات العربية المتحدة

## روابط خارجية
الموقع الرسمي لشركة تيكسماس